# Restaurazionismo in Italia
Il Restaurazionismo in Italia include le comunità sul territorio italiano di quelle confessioni religiose sorte nel XIX secolo che non possono essere considerate protestanti o evangeliche né desiderano essere considerate tali: i Mormoni, i Neoapostolici,  i Testimoni di Geova, gli Avventisti e gli Unitariani (anche se il CESNUR inserisce gli unitariani piuttosto tra le Chiese di matrice protestante radicale).  
Restaurazionismo è un termine generico che indica diverse chiese anche molto diverse tra loro, generalmente accomunate da primitivismo, fondamentalismo e millenarismo.  
Tranne i Neoapostolici della Chiesa di Cristo, le altre denominazioni sopraindicate non vengono considerate cristiane dalle Chiese cattolica, ortodossa e protestante, in quanto non riconoscono il dogma della Trinità, considerato da questi un credo non sostenuto dalla Bibbia e di conseguenza non si riconoscono nelle confessioni di fede, comuni a cattolici, ortodossi, protestanti o tantomeno evangelici.

## Gruppi principali
- Mormoni. Presenti in Italia dal 1850[7]. Delle chiese afferenti al mormonismo la principale è la Chiesa di Gesù Cristo dei santi degli ultimi giorni, che dal 2012 ha un'intesa con lo stato. Conta in Italia circa 28.000 membri[8] e gestisce numerose sale di culto per la riunione domenicale e un tempio, inaugurato nel 2019: il Tempio di Roma Italia. Anche in Italia, come in molti altri paesi, i mormoni hanno diversi centri di ricerca familiare e offrono gratuitamente i servizi di FamilySearch. Infatti per i fedeli di questa religione, la ricerca genealogica dei propri antenati è un dovere, al fine di poter battezzare quelli che in vita non sono stati mormoni, consentendogli comunque la possibilità di accedere al paradiso, e confermare nel tempio i legami matrimoniali che ebbero in vita, affinché possano ritrovare la famiglia nell'aldilà.
- Avventisti. Presenti in Italia dal 1864[9]. Delle diverse chiese afferenti all'avventismo, la più numerosa è la Chiesa cristiana avventista del settimo giorno, che ha un'intesa con lo stato fin dal 1988. Nel complesso, queste chiese contano circa 20.000 fedeli[8]. Pur non essendo generalmente considerata una chiesa protestante, dal 2006 è osservatore presso la Federazione delle Chiese evangeliche in Italia. Gestisce l'emittente Radio Voce della Speranza, parte dell'Adventist World Radio.
- Testimoni di Geova. Sono presenti in Italia dal 1903. La congregazione dei testimoni di Geova conta 420.000 membri[8]. Gestiscono numerose sale del Regno (luoghi di culto) in tutta Italia. Pubblicano le riviste Torre di Guardia e Svegliatevi! e fanno ampio ricorso ad attività di proselitismo nelle strade e porta a porta, con la distribuzione delle riviste stesse, di opuscoli e di altro materiale. Hanno provato a giungere a un'intesa con lo stato nel 2000 e nel 2007, ma il testo dell'accordo non è stato ratificato dal parlamento italiano.
- Chiesa di Cristo. Presente in Italia dal 1949[10], deriva dal Movimento di Restaurazione di Thomas Campbell e Barton W. Stone; è anche nota come Neoapostolica (da non confondere con la Chiesa neo-apostolica); conta circa 3.000 fedeli[10].
- Chiesa neo-apostolica, presente in Italia dagli anni '50, conta circa 2.000 membri[11]
- Iglesia ni Cristo, presente in Italia dal 1985[12], è diffusa principalmente tra la comunità filippina, della quale costituisce comunque una religione molto minoritaria.

Sono inoltre presenti numerose altre chiese minori, ad esempio: 
- Unitariani, talvolta considerati protestanti radicali
- Cristadelfiani
- Vari scismi dei testimoni di Geova, quali ad esempio:
  - Chiesa del Regno di Dio
  - Chiesa cristiana millenarista
- House of Yahweh, di derivazione avventista.